# Parafia św. Jana Apostoła i Ewangelisty w Pińczowie
Parafia Świętego Jana Apostoła i Ewangelisty w Pińczowie – parafia rzymskokatolicka w Pińczowie. Należy do dekanatu pińczowskiego diecezji kieleckiej. Założona w 1436 przez ojców Paulinów przy kościele parafialnym. Jest obsługiwana przez księży diecezjalnych. Mieści się przy ulicy Józefa Piłsudskiego.